# Bisdom Kongolo

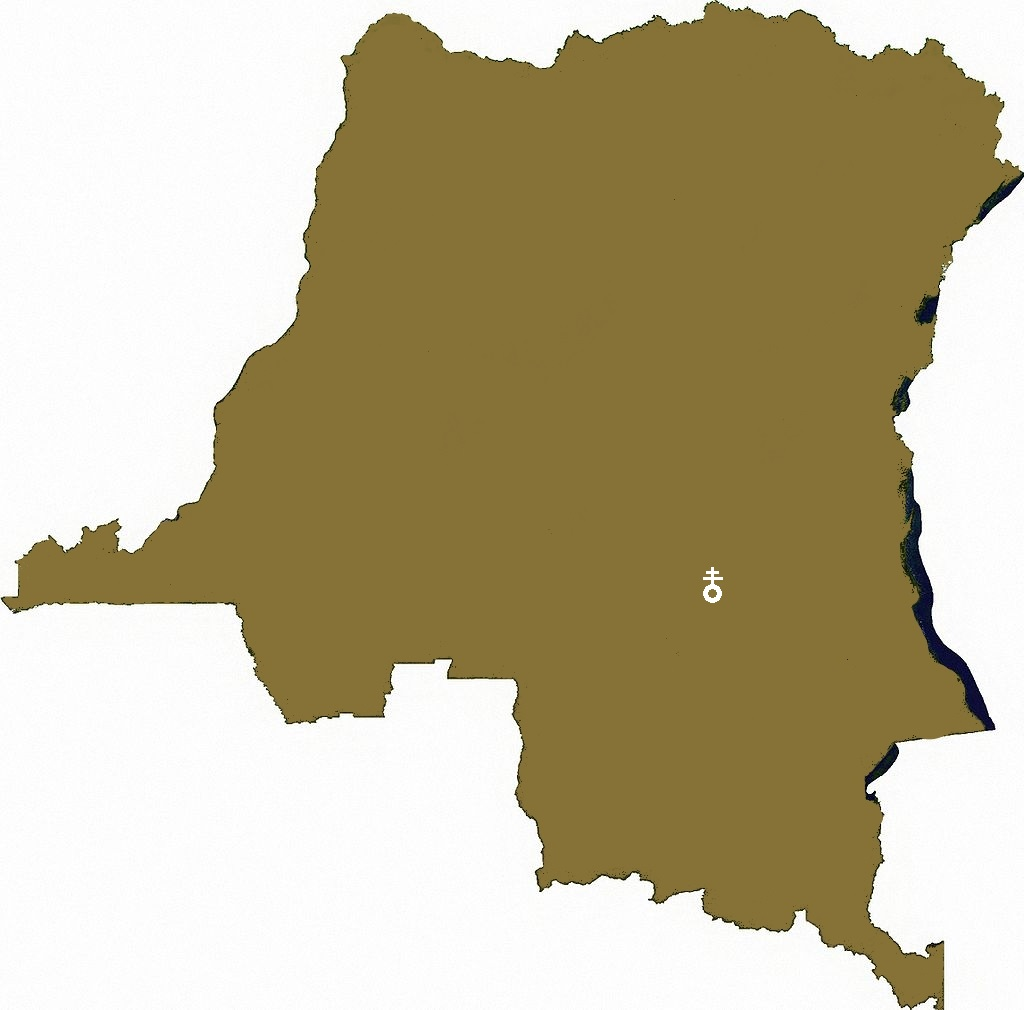
Kongolo

Het bisdom Kongolo (Latijn: Dioecesis Kongoloensis) is een rooms-katholiek bisdom in Congo-Kinshasa met als zetel Kongolo (kathedraal Sint-Jozef). Het is een suffragaan bisdom van het aartsbisdom Lubumbashi en werd opgericht in 1959. In 2016 telde het bisdom 17 parochies. Het bisdom heeft een oppervlakte van 44.200 km2 en telde in 2016 975.000 inwoners waarvan 29,5% rooms-katholiek was. 

## Geschiedenis

### Ontstaan
In 1909 kwamen drie paters van de Congregatie van de Heilige Geest aan in Kongolo vanuit Kindu. Op de Misalweheuvel namen ze hun intrek in een strohut. In Kongolo werden toen een spoorwegstation en een haven gebouwd door Belgische kolonisator. In september kwam pater Ferry aan, die 28 jaar zou blijven in Kongolo en wordt gezien als de echte stichter van de missiepost. In dat jaar werd er ook de apostolische prefectuur van Noord-Katanga opgericht. Emilio Callewaert, C.S.Sp. werd er vanaf 1912 de eerste prefect. In 1918, na de moeilijke jaren van de Eerste Wereldoorlog, gingen de gebouwen van de missiepost verloren in een broussebrand. Alleen de kerk, gebouwd in 1914 bleef grotendeels gespaard. In 1923 werd een nieuw woonhuis van de missionarissen van de Heilige Geest in gebruik genomen en kwam er een nieuwe prefect, Luigi Lempereur, C.S.Sp., die voordien werkte in de missie van Tanganyika. Vanaf 1930 zou de prefect ook effectief resideren in Kongolo. In 1929 vestigden zich de Zusters van het Kruis in Kongolo. In 1931 werd pater Lempereur opgevolgd door Georges Joseph Haezaert, C.S.Sp., die voordien overste in Kindu was, en in datzelfde jaar kwam er hospitaalzusters aan in Kongolo. In 1935 werd dit het apostolisch vicariaat van Noord-Katanga, dat in 1951 werd hernoemd naar Kongolo. In 1939 werd pater Ferry aan het hoofd van de missie vervangen door Gustave Joseph Bouve, C.S.Sp.. Tijdens de Tweede Wereldoorlog moesten verschillende posten in het binnenland worden opgegeven bij gebrek aan middelen, maar de centrale missiepost kon wel verder worden uitgebreid, vooral met lagere scholen en met de opening van een kleinseminarie in 1941. Op 14 oktober 1944 werd de eerste inlandse priester in Kongolo gewijd. Op 10 november 1959 werd het bisdom Kongolo opgericht en werd pater Bouve, die sinds 1950 apostolisch vicaris was, de eerste bisschop van Kongolo. 

### Onafhankelijkheid
Na de Congolese onafhankelijkheid in 1960 brak er een muiterij uit onder de Congolese soldaten en werd de koloniale wijk van Kongolo geplunderd maar de missiehuizen bleven gespaard. In oktober 1960 werden de vrouwelijke religieuzen geëvacueerd maar de missionarissen van de Heilige Geest bleven ter plaatse. Tijdens de eerste fase van de Katangese opstand bleef Kongolo gespaard. Eind december 1961 vertrokken de Katangese gendarmes uit Kongolo en op 31 december 1961 kwamen Congolese soldaten aan in de stad. Zij zagen de Europese missionarissen als medeplichtigen van de Katangese opstand en op 1 januari 1962 werden 19 Belgische paters en een Nederlandse broeder van de Congregatie van de Heilige Geest, de zogenaamde Martelaren van Kongolo, geëxecuteerd door de Congolese soldaten. Er vielen ook veel doden onder de Congolese bevolking en veel gebouwen werden vernield.
In 1971 werd het bisdom Manono opgericht dat een deel van het eerder grondgebied van het bisdom Kongolo omvat en kreeg Kongolo zijn eerste Congolese bisschop.

## Bisschoppen
- Gustave Joseph Bouve, C.S.Sp. (1959-1970)
- Jérôme Nday Kanyangu Lukundwe (1971-2007)
- Oscar Ngoy wa Mpanga, C.S.Sp. (2007- )